# Dyo
Dyo település Franciaországban, Saône-et-Loire megyében. Lakosainak száma 325 fő (2022. január 1.). Dyo Changy, Colombier-en-Brionnais, Marcilly-la-Gueurce, Ouroux-sous-le-Bois-Sainte-Marie, Saint-Germain-en-Brionnais, Saint-Julien-de-Civry és Saint-Symphorien-des-Bois községekkel határos.

## Népesség
A település népességének változása:
| Lakosok száma | 347  | 347  | 357  | 340  | 337  | 332  | 328  | 325  | 325  |
|               | 2013 | 2015 | 2016 | 2017 | 2018 | 2019 | 2020 | 2021 | 2022 |